# Anthony Favre (Fussballspieler)
Anthony Favre (* 1. Februar 1984 in Rolle VD) ist ein ehemaliger Schweizer Fußballtorhüter.

## Spielerkarriere
Anthony Favre begann seine Karriere 2000 bei der Zweitmannschaft des FC Echallens. Die folgenden drei Jahre verbrachte er beim Servette FC Genève. In dieser Zeit konnte er keinen nennenswerten Erfolg verzeichnen. 2004 zog es Favre für gut eineinhalb Jahre zu dem waadtländischen Verein FC Baulmes, bei dem er Stammtorhüter war. 2007 wurde er vom damaligen Challenge-League-Verein FC Lausanne-Sport verpflichtet. In der Saison 2009/10 erreichte Favre mit seinem Club überraschend das Finale des Schweizer Cups. Im Endspiel gegen den FC Basel verloren die Waadtländer aber mit 0:6. Dank der Teilnahme am Cupfinale durfte der Verein vom Lac Léman an der Qualifikation der UEFA Europa League 2010/11 mitspielen. Es gelang die Sensation, denn der FC Lausanne-Sport erreichte die Gruppenphase, wobei Anthony Favre keine unwichtige Rolle spielte. In derselben Saison gelang Lausanne-Sport der Aufstieg in die Axpo Super League. Im Frühjahr 2011 verlängerte Favre seinen bestehenden Vertrag um zwei weitere Jahre. Für die neue Saison hat FC Lausanne-Sport den ehemaligen Schweizer Nationaltorhüter Fabio Coltorti verpflichtet. Das führte dazu, dass Favre nur noch Ersatztorhüter war.

## Erfolge
- Cupfinalteilnahme 2010 mit dem FC Lausanne-Sport
- Aufstieg in die Axpo Super League 2010/11 mit dem FC Lausanne-Sport
- Europapokalteilnahme mit dem FC Lausanne-Sport 2010
- Cupsieg 2016 mit dem FC Zürich